# John Augur Holabird
John Augur Holabird (Evanston, 4 maggio 1886 – Chicago, 4 maggio 1945) è stato un architetto statunitense residente a Chicago.

## Biografia
John Augur Holabird nacque a Evanston, Illinois, il 4 maggio 1886, figlio dell'architetto William Holabird. Studiò alla Hill School, poi si formò come ingegnere, laureandosi all'Accademia Militare degli Stati Uniti a West Point nel 1907 e proseguendo gli studi alla Scuola di Ingegneria Washington Barracks nel 1909.
Nel 1913 aveva completato gli studi all'École nationale supérieure des beaux-arts di Parigi, dove aveva stretto amicizia con John Wellborn Root, figlio di un altro famoso architetto di Chicago. Il padre di Holabird aveva fondato lo studio di architettura Holabird & Roche a Chicago nel 1883 e il giovane Holabird vi era entrato a far parte nel 1914. Dopo la morte di William Holabird e Martin Roche alla fine degli anni '20, John Holabird e John Wellborn Root, che avevano anch'essi iniziato a lavorare nello studio nel 1914, divennero i soci di Holabird & Root.
Lo studio divenne famoso per gli edifici in stile Art déco, in particolare i grattacieli di Chicago, tra cui il 333 North Michigan Avenue, il Palmolive Building, il Chicago Daily News Building, il Chicago Board of Trade e l'Henry Crown Field House. Progettarono anche il North Dakota State Capitol Building, tra gli altri.
Lo studio resistette alla Grande depressione ed è ancora attivo. Holabird morì al Ospedale St. Luke di Chicago il 4 maggio 1945, proprio quando in Europa fu dichiarata la vittoria nella seconda guerra mondiale. Fu sepolto al Graceland Cemetery. Suo nipote, Bill Holabird, fu nominato socio dello studio nel 1945 e John A. Holabird Jr. ne divenne socio nel 1970.

## Adesioni come membro
Holabird fu membro della Commissione Urbanistica di Chicago, amministratore fiduciario dell'Art Institute of Chicago e progettista della Century of Progress Exposition a Chicago (1933-34). Fece parte della U.S. Commission of Fine Arts dal 1976 al 1980. Il Chicago History Museum ospita collezioni sia di Holabird & Roche che di Holabird & Root. Nel 1937 Holabird fu eletto membro associato della National Academy of Design e nel 1944 ne divenne membro a pieno titolo.

## Edifici importanti
- Palmolive Building, 1929
- 333 North Michigan Avenue, 1928
- Chicago Board of Trade Building, 1930
- Chicago Daily News Building, 1929
- Edificio Chrysler alla Fiera mondiale Century of Progress del 1933-34
- Tempio massonico di Evanston, Illinois

## Galleria degli edifici

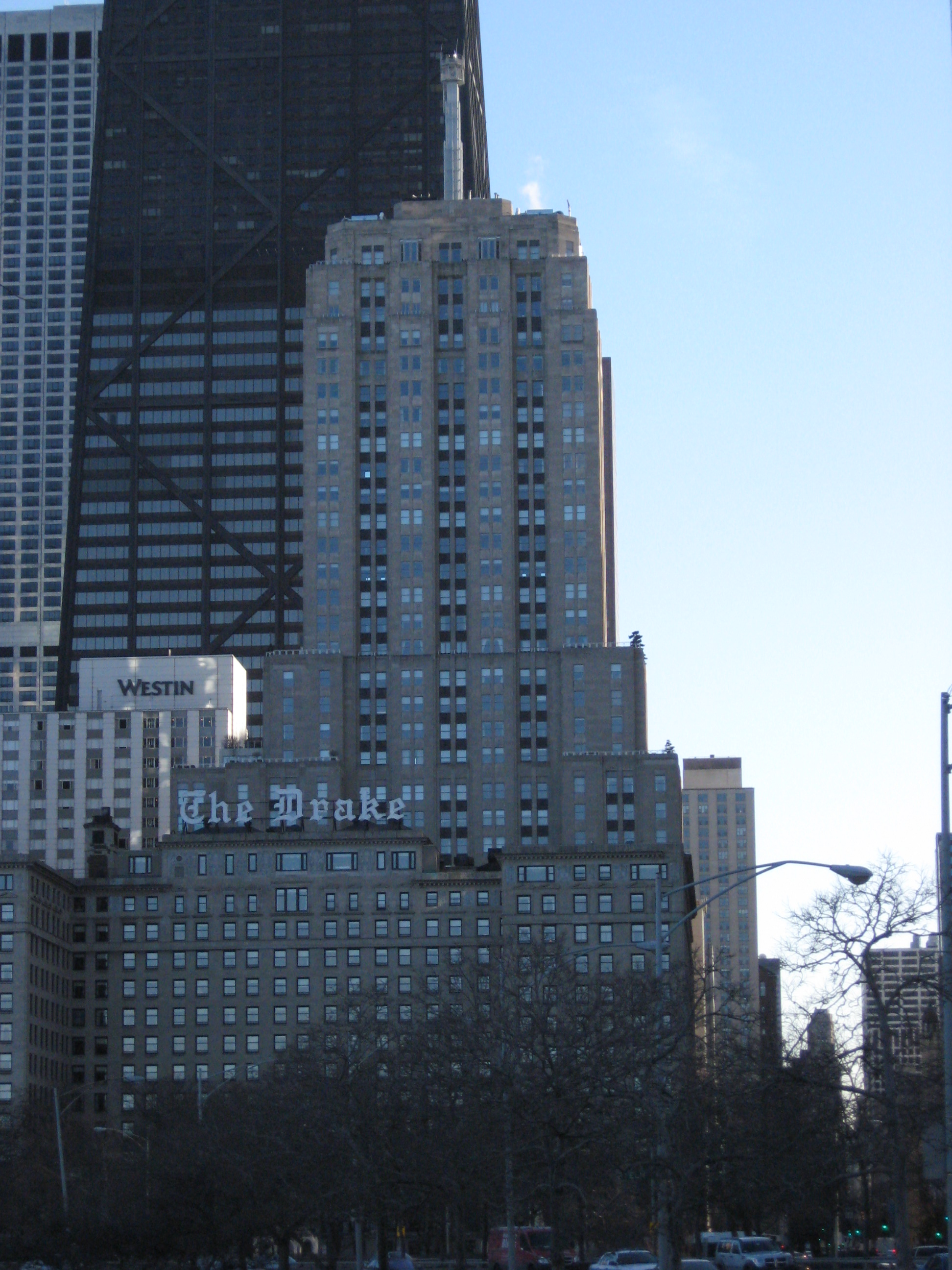
Palmolive Building
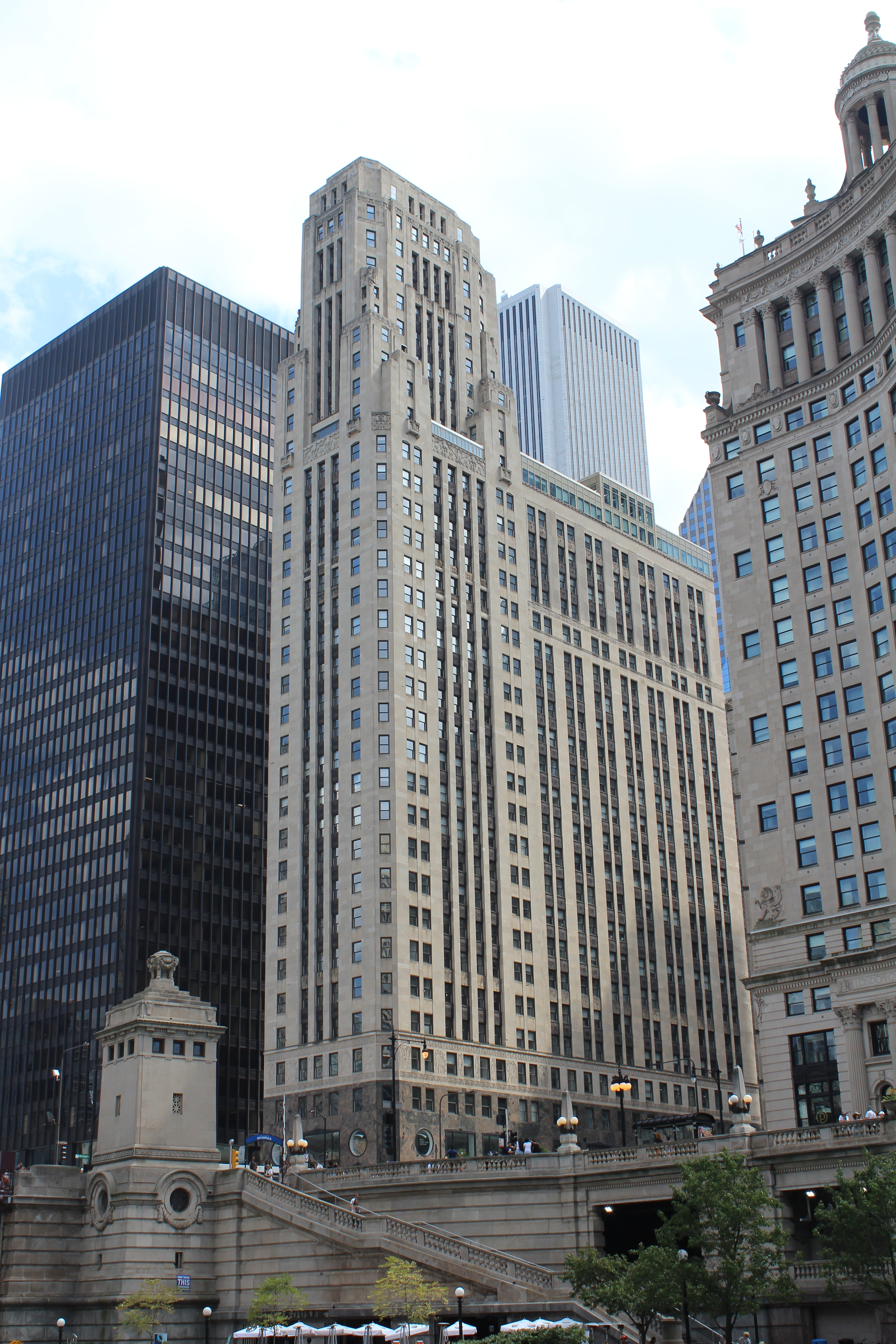
333 North Michigan Avenue Chicago
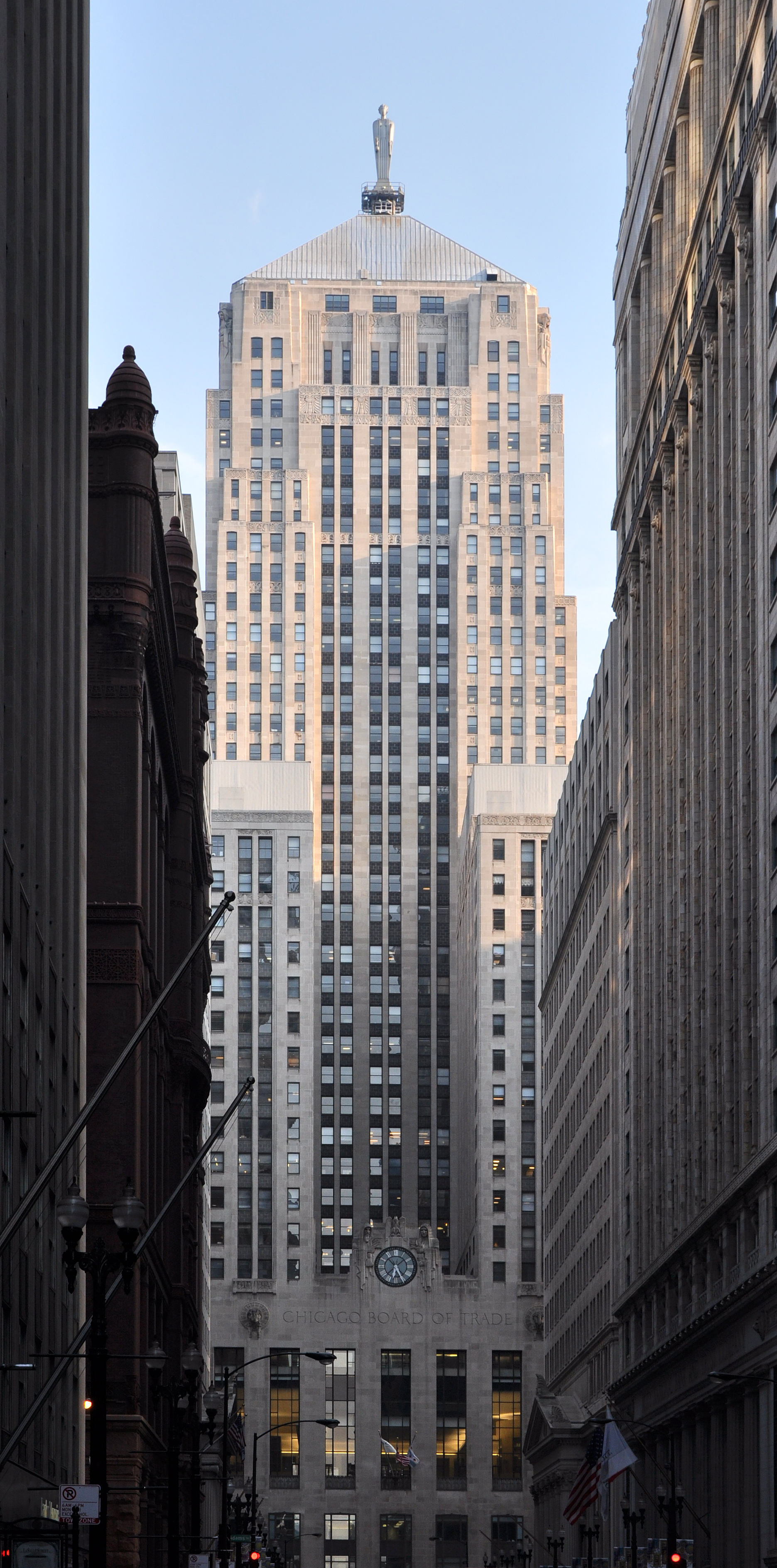
Chicago Board Of Trade Building
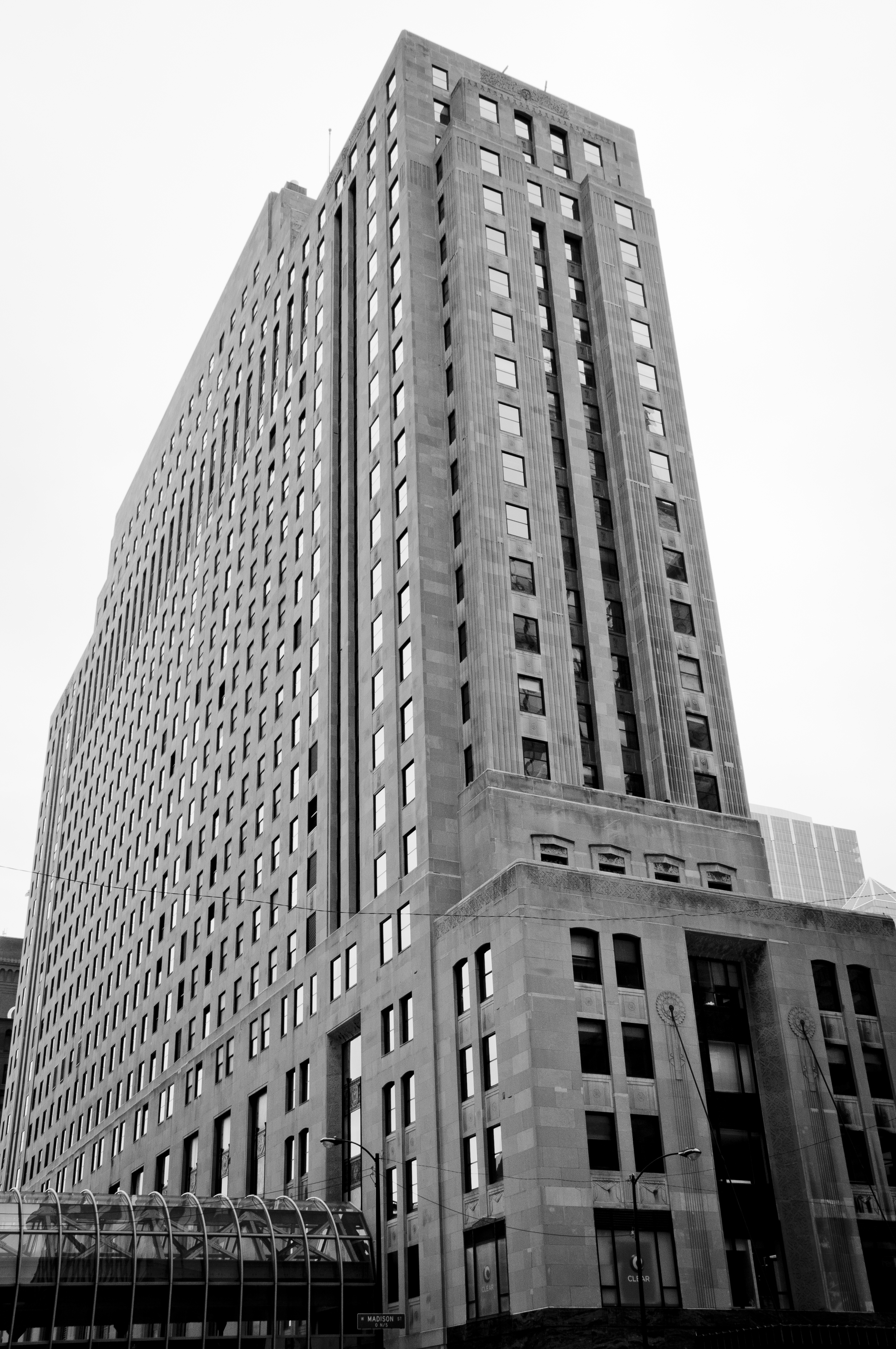
Chicago Daily News Building
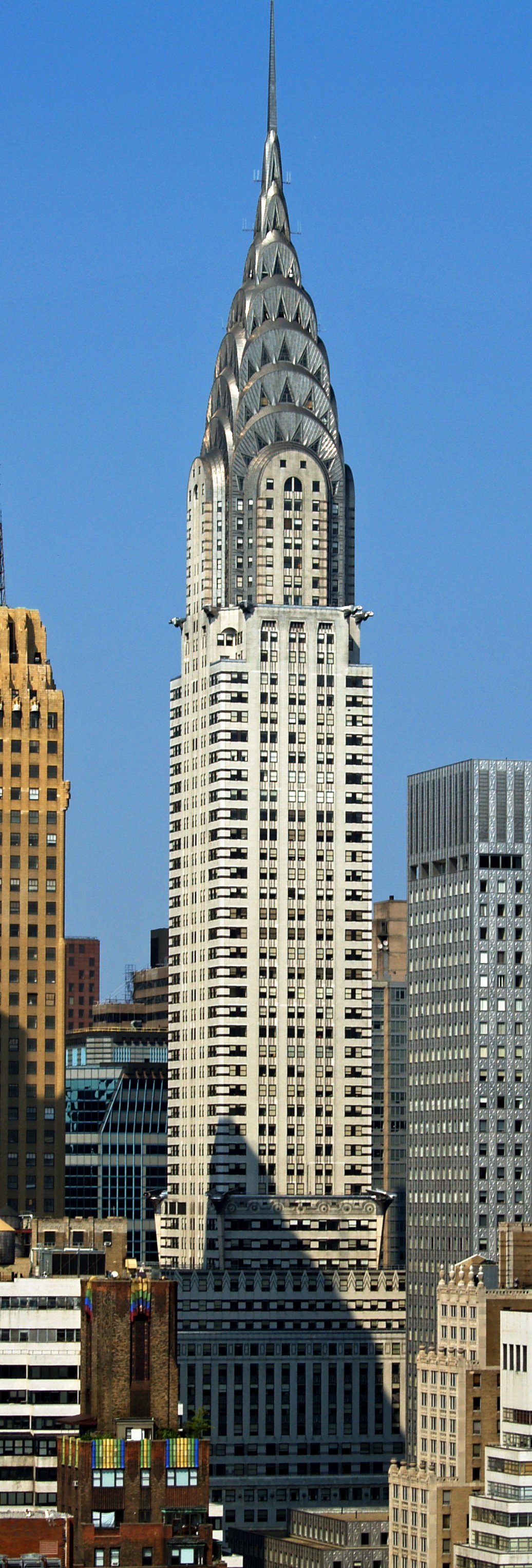
Chrysler Building by David Shankbone Retouched

## Galleria di immagini

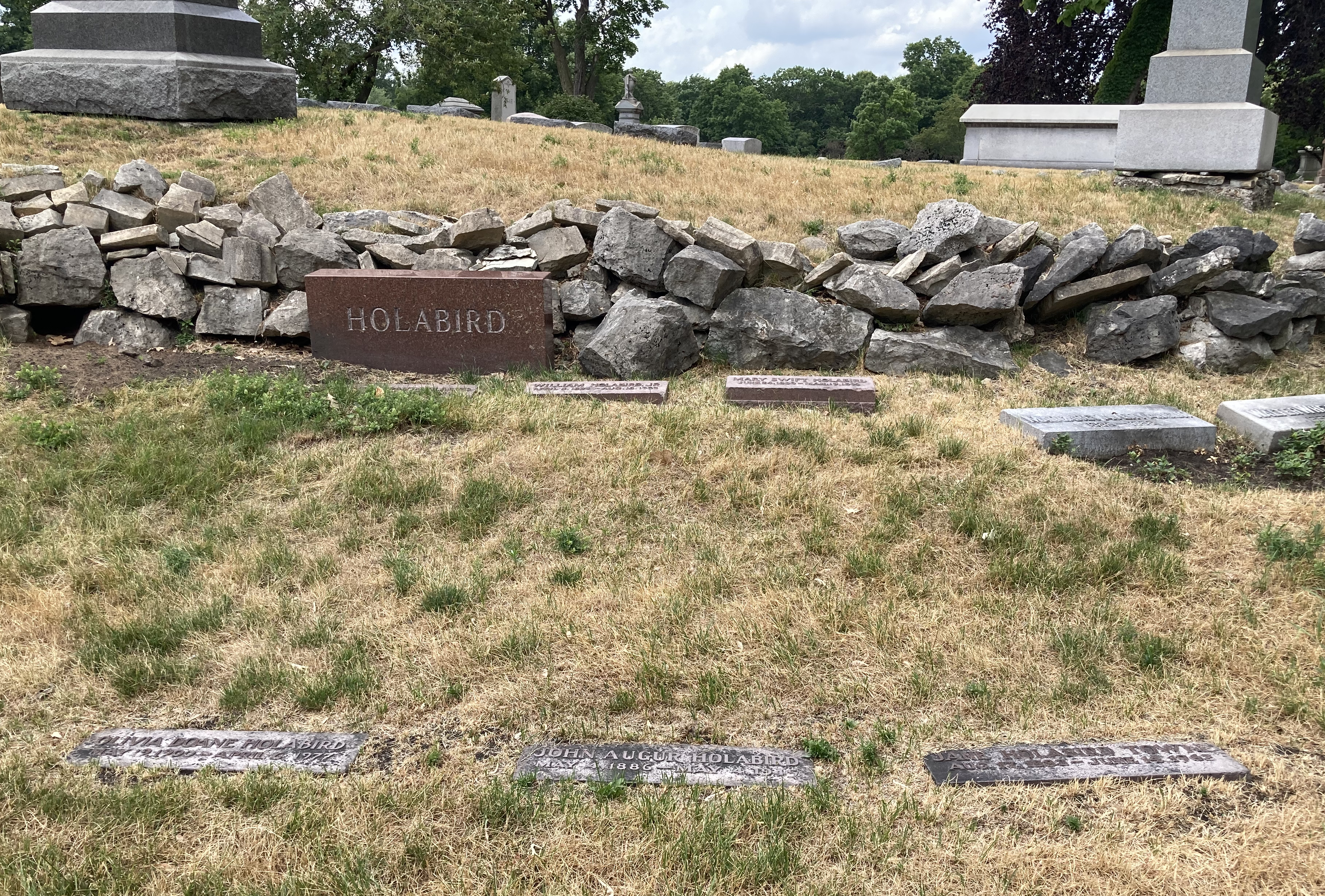
Tomba di John Augur Holabird al Cimitero di Graceland, Chicago
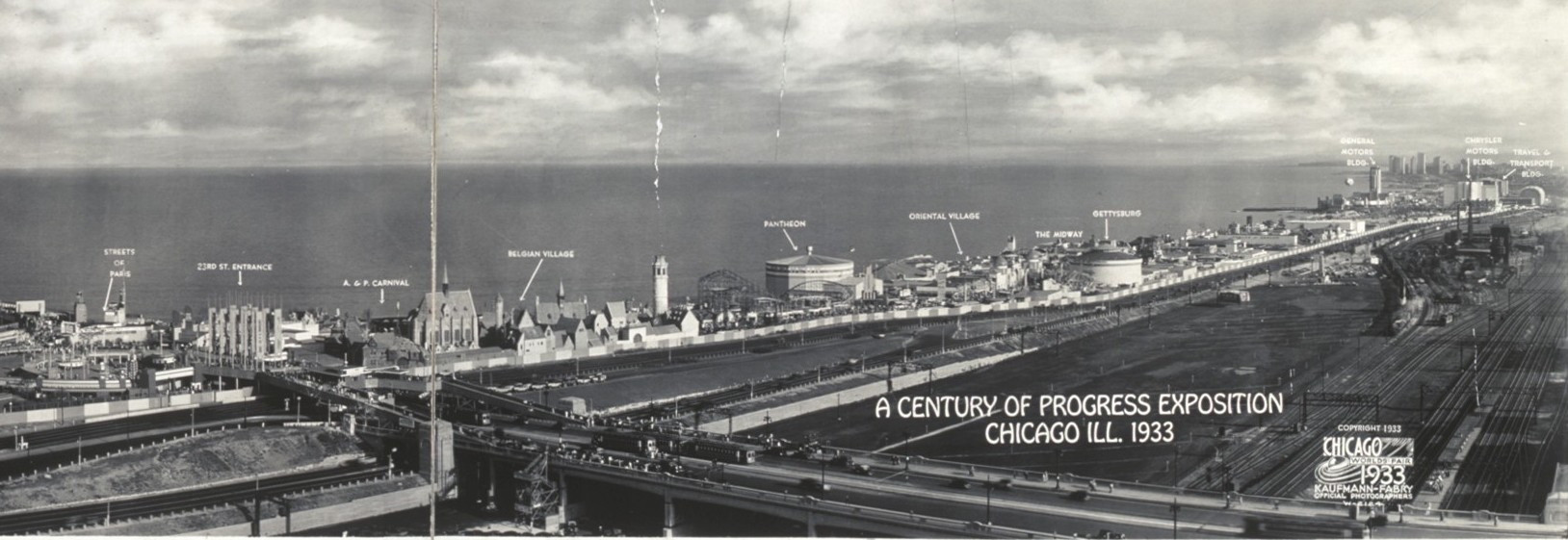
Il sito della Fiera del Centenario del Progresso di Chicago, 1933-1934
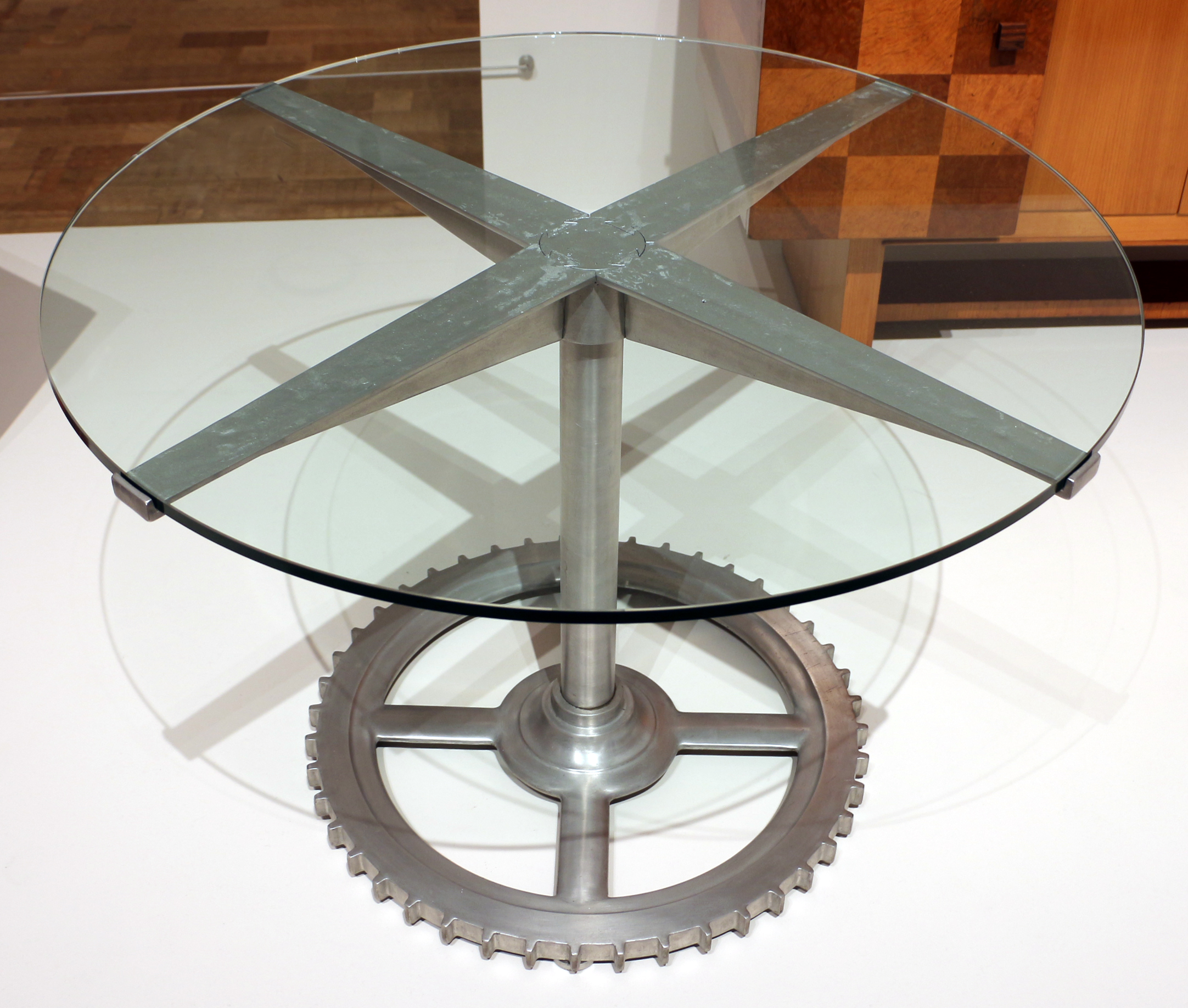
Per John Wellborn Root, Tavola con ingranaggio, per l'edificio A.O. Smith Research & Engineering, 1930 circa
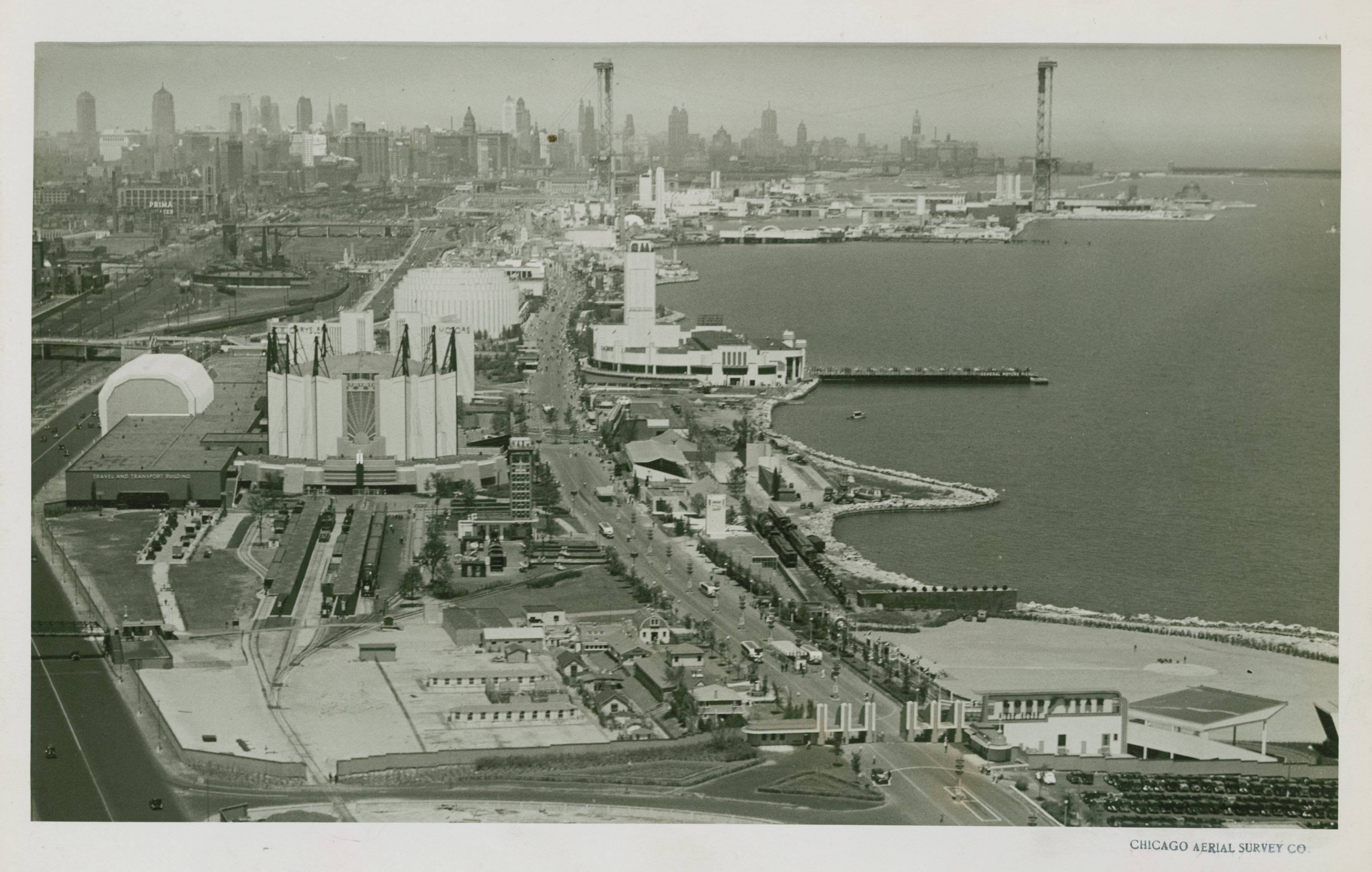
Veduta aerea dell'Esposizione Internazionale del Centenario del Progresso, Chicago del 1933
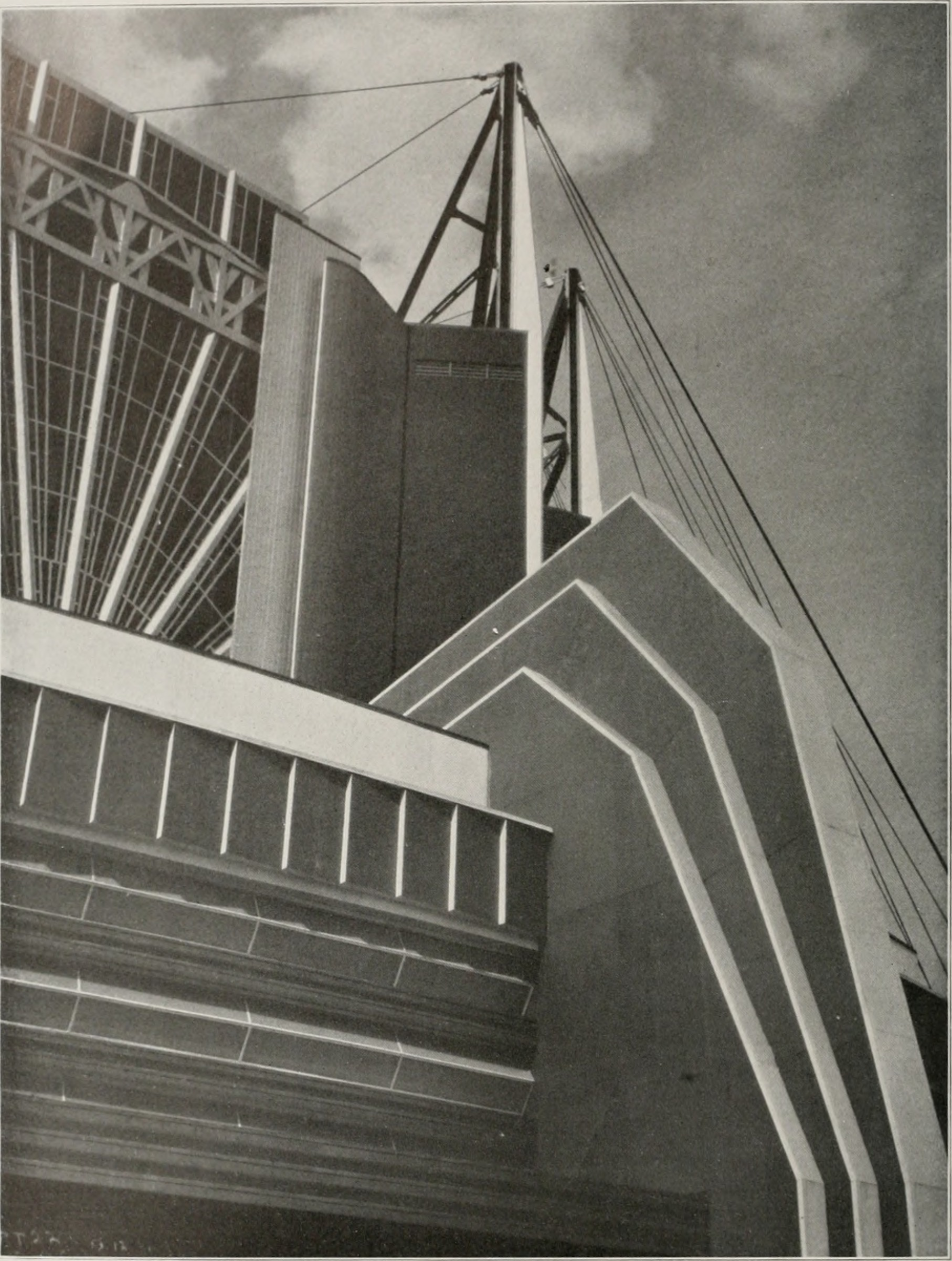
San Francisco: Architect and Engineer, Inc
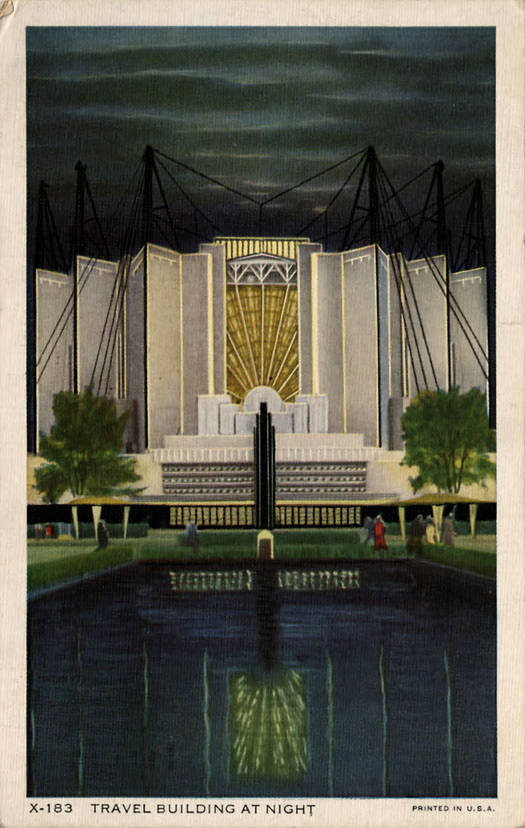
Un secolo di progresso - Esterno dell'edificio
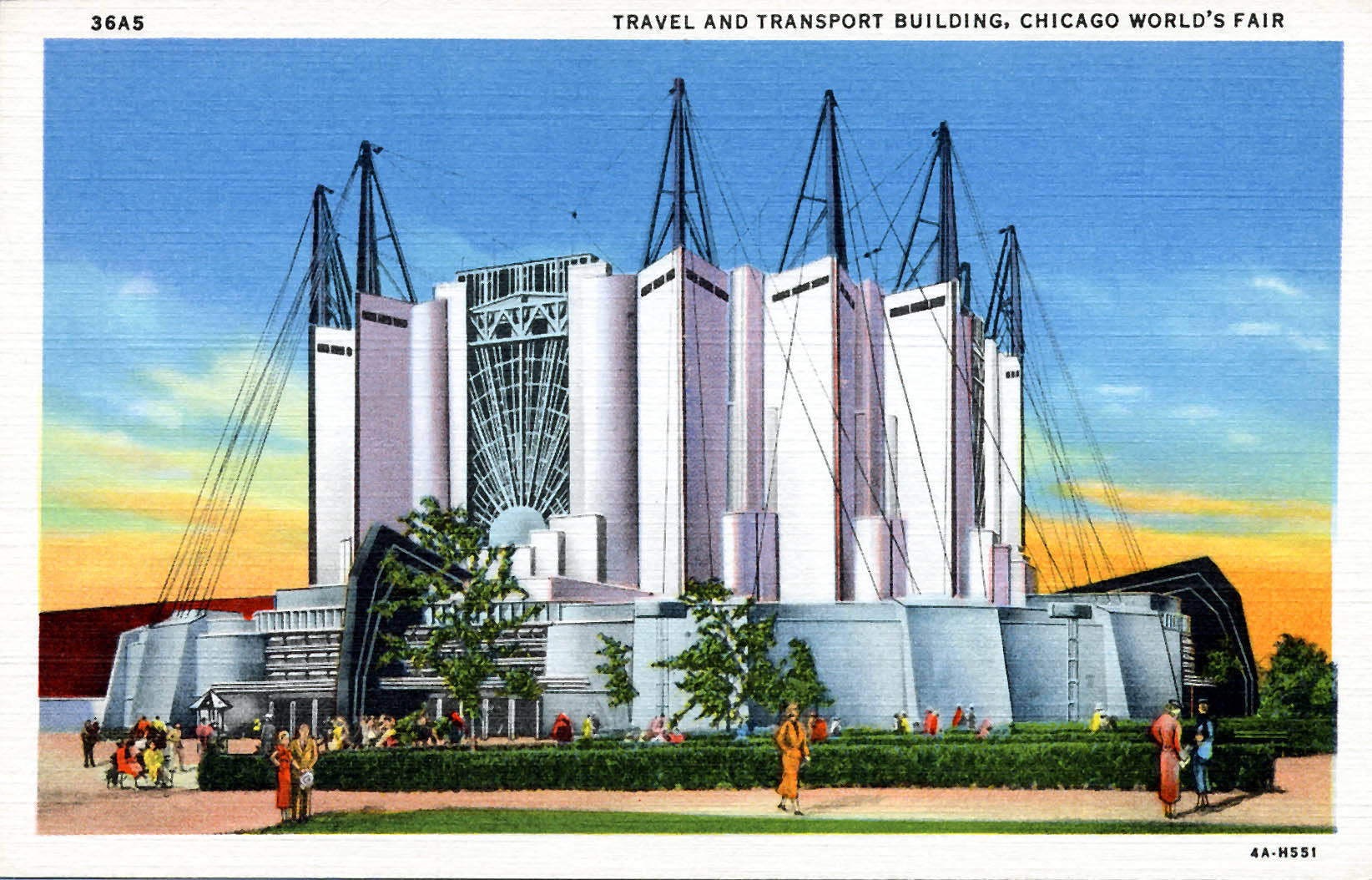
Expo internazionale del secolo del progresso, 1933
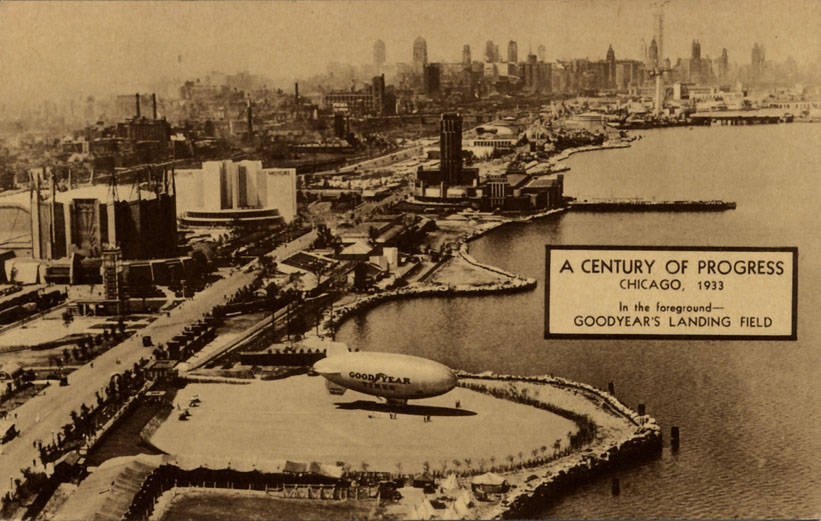
Un secolo di progresso, Chicago, 1933. In primo piano: il campo di atterraggio della Goodyear
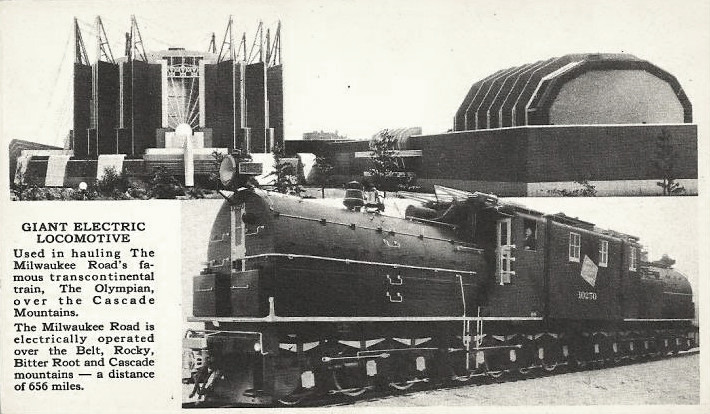
Cartolina promozionale della ferrovia Chicago, Milwaukee e St. Paul con una delle loro grandi locomotive elettriche EP-2, utilizzate per una parte del percorso olimpionico tra Chicago e Seattle.
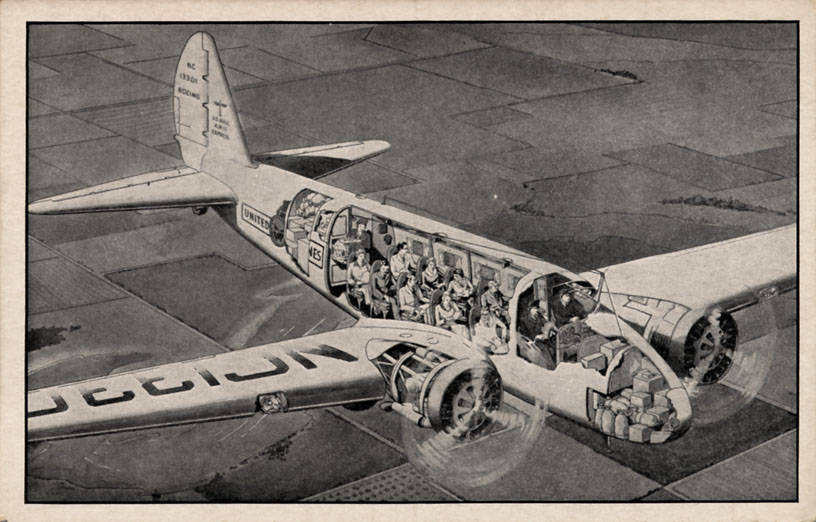
Messaggio inviato dalla cupola del Travel and Transport Building, Un secolo di progresso, Chicago
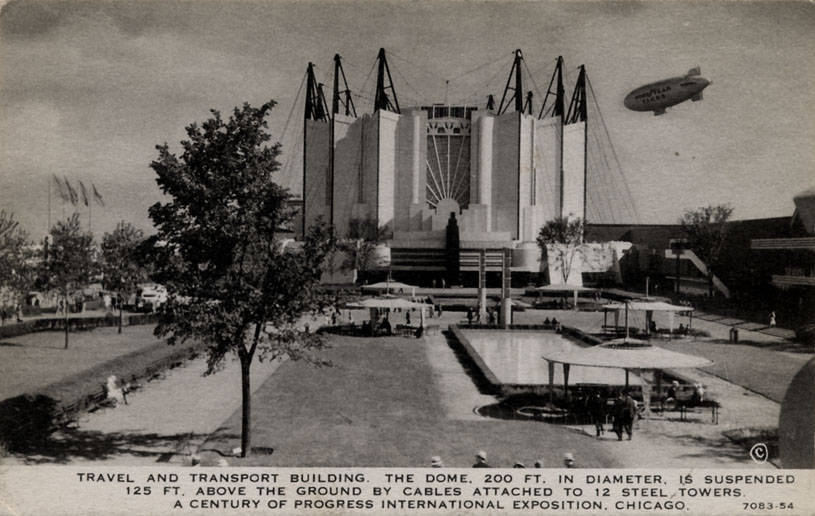
Edificio per viaggi e trasporti
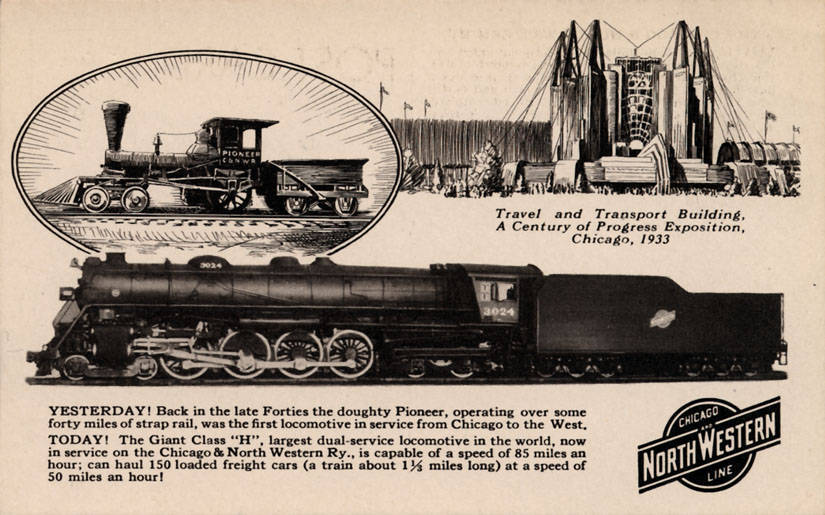
Esposizione “Un secolo di progresso”, Chicago, 1933